# Viola hispida
Viola hispida ist eine Pflanzenart aus der Gattung Veilchen (Viola) innerhalb der Familie der Veilchengewächse (Violaceae). Dieser Endemit kommt nur in einem sehr kleinen Gebiet in Frankreich vor und gilt nach IUCN als CR = „vom Aussterben bedroht“.

## Beschreibung

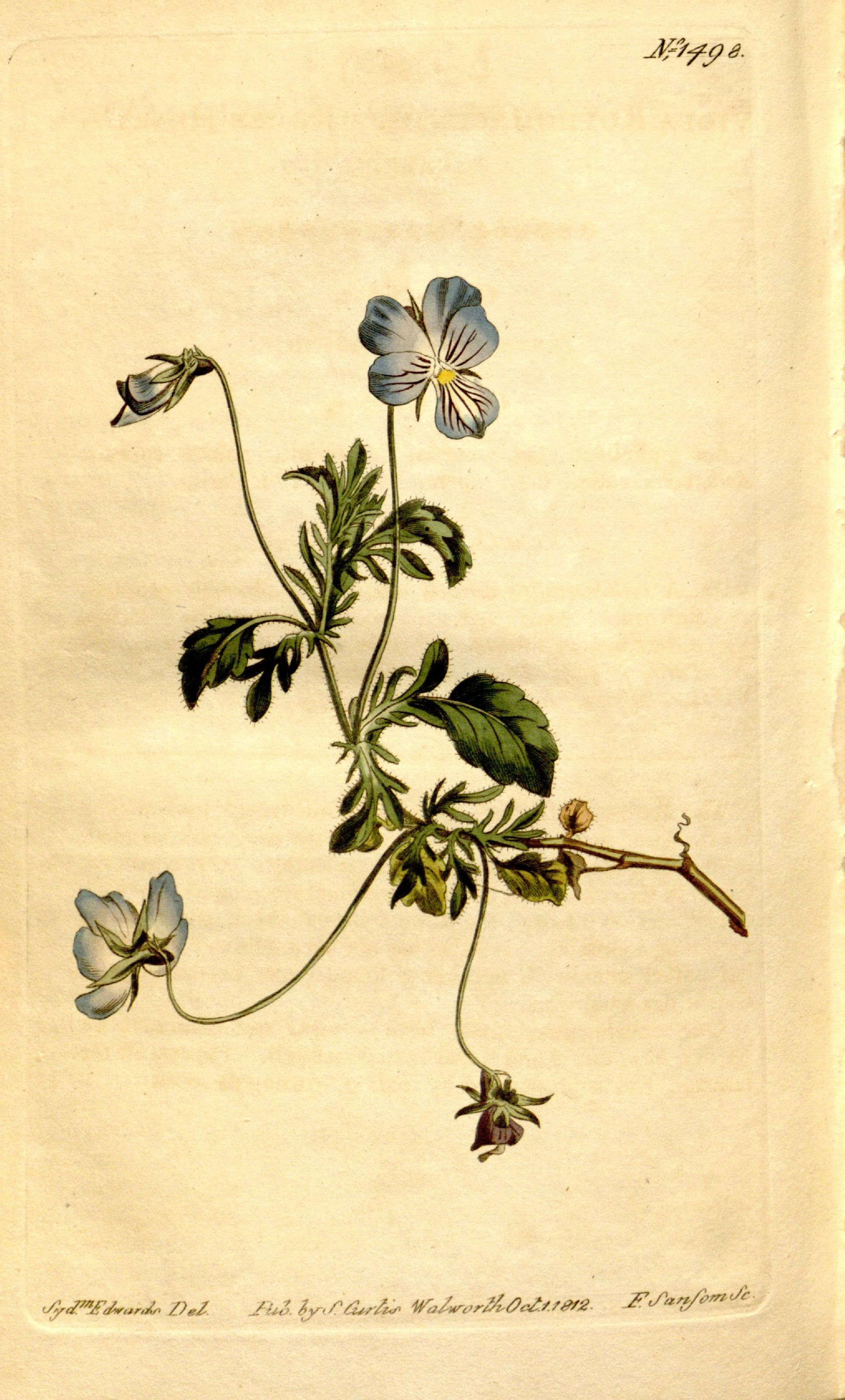
Illustration aus Curtis's Botanical Magazine, Tafel 1498

### Vegetative Merkmale
Viola hispida ist eine zweijährige oder mehrjährige krautige Pflanze, die Wuchshöhen von höchstens 12 Zentimetern erreicht. Der Stängel ist glatt. Die hellgrünen Laubblätter sind dick und fleischig. Die Nebenblätter sind eingeschnitten und besaßen einen ganzrandigen Mittellappen.

### Generative Merkmale
Die Blütezeit reicht von März bis Juni. Die relativ große, zwittrige Blüte ist zygomorph und fünfzählig mit doppelter Blütenhülle. Die fünf Kronblätter sind hellviolett. Der Sporn sind mit einer Länge von 6 bis 7 Millimetern größer als der Kelch.

## Viola cryana
Viola cryana wurde 1860 entdeckt und 1878 wissenschaftlich beschrieben. Sie wurde lange Zeit als eigenständige Art anerkannt. Sie ähnelt sehr stark Viola hispida, hat aber unbehaarte Laubblätter. Daher gilt sie bei manchen Autoren als Synonym von Viola hispida. Die Populationen wuchsen in stark begrenzten Kalkstein-Aufschlüssen im Gebiet um Cry südöstlich von Tonnerre im französischen Département Yonne. Aufgrund der Lebensraumzerstörung durch den Kalksteinabbau für die Zementherstellung und den Raubbau durch Pflanzensammler galt sie im Jahr 1930 als erloschen. Sie wurde nur in einem sehr kleinen Gebiet gefunden, zuletzt 1927, und aus diesen beiden Gründen zusammen gilt Viola cryana nach IUCN-Kriterien als „ausgestorben“. Viola cryana Gill. ist vielleicht ein Synonym von Viola hispida Lam.

## Vorkommen
Viola hispida wächst in kalkreichen, felsigen Gebieten, und ihr Areal ist auf die Täler der Flüsse Seine und Andelle beschränkt.

## Status
Viola hispida kommt in acht Populationen in Nordfrankreich vor. Es handelt sich um drei bis fünf Fundorte mit einem Verbreitungsgebiet von 400 km² und einem effektiv bewachsenen Gebiet von weniger als 10 km². Die Gesamtpopulation zählt mehr als 1000 Individuen, wobei die Zahl der ausgewachsenen Individuen rückläufig ist und extrem schwankt. Daher wird Viola hispida von der IUCN in die Kategorie CR = „vom Aussterben bedroht“ klassifiziert.